# Parlate al portiere
Parlate al portiere è una commedia in due atti di Eduardo De Filippo, scritta in collaborazione con la sorellastra Maria Scarpetta nel 1933. Venne messa in scena per la prima volta al Teatro Sannazaro di Napoli il 17 gennaio 1933 dalla compagnia teatrale "Teatro umoristico i De Filippo" e non è mai stata pubblicata.

## Trama
Peppino è il portiere di un abitato ed è sposato con Concetta, donna ambiziosa al massimo della felicità per la figlia Nannina, che ha lasciato il povero fidanzato Pascalino per Luigi, un giovanotto ricco. Peppino è inizialmente contrario all'unione e accoglie la disperazione di Pascalino: messo alle strette dalla moglie, però, invita a pranzo Luigi per la proposta di fidanzamento. Luigi arriva a casa di Peppino assieme allo zio Nicola, prendendo un taxi. A guidarlo è Ciccillo, fratello di Nannina, con il quale Luigi aveva avuto un diverbio durante la corsa.
Il pranzo si apre con i rozzi discorsi dei parenti di Peppino: Filomena, la bigotta zia tutta casa e chiesa, e zio Vincenzo, "ogliararo" dai modi bruschi. All'arrivo di Ciccillo scoppia il putiferio con Luigi, assalito a ceffoni dal ragazzo: la situazione si complica quando il ragù si rivela immangiabile a causa della pipa di Peppino, lasciata incidentalmente (o forse no) nella pentola del sugo.
L'epilogo si ha quando una condomina, alla quale Concetta aveva fatto trafugare dalla cameriera una ricca tovaglia durante la sua assenza per far bella figura, irrompe nell'abitazione rovesciando il tavolo e riprendendosi le sue cose: ciò scatena le ire di Concetta che la prende per i capelli. Nicola si allontana dalla casa mentre Luigi, sconcertato, tenta di lasciare Nannina con molto tatto. La ragazza accusa il padre di aver complottato per mandare a monte il fidanzamento, ma l'uomo la convince pietosamente e onestamente del contrario, ricordandole la sua provenienza.